# Basic Training Honor Graduate Ribbon
Le Basic Training Honor Graduate Ribbon est le nom collectif informel de trois récompenses militaires équivalentes décernées par les États-Unis aux recrues de la marine (US Navy), de l'armée de l'air (US Air Force), de l'armée de l'espace (US Space Force) et des garde-côtes (US Coast Guard) qui sont arrivées en tête de leur classe d'entraînement de base : le Air Force Basic Military Training Honor Graduate Ribbon, le Coast Guard Basic Training Honor Graduate Ribbon, et le Navy Recruit Honor Graduate Ribbon.

## U.S. Navy
Le ruban d'honneur des recrues de la marine a été créé le 18 août 2015, lorsque le secrétaire américain à la marine, Ray Mabus, a publié une déclaration autorisant la création du ruban d'honneur des recrues. Ce ruban est décerné au " personnel enrôlé de la marine américaine qui est désigné comme diplômé d'honneur ". Un maximum de trois pour cent de chaque groupe de formation sera désigné comme diplômé d'honneur.
Quinze recrues du Recruit Training Command (RTC), Naval Station Great Lakes, Illinois, ont reçu le ruban pour la première fois le 20 août 2015. Aucune récompense rétroactive ne sera accordée. Dans l'ordre de préséance des récompenses militaires de la marine, le ruban est porté après le Navy Ceremonial Guard Ribbon et avant la Armed Forces Reserve Medal. Le matelot Recrue Joseph Agbingpadua a été la première recrue à recevoir le ruban,.

## U.S. Air Force et U.S. Space Force
Le Basic Military Training Honor Graduate Ribbon (ruban d'honneur de la formation militaire de base) a été créé le 3 avril 1976 sur ordre du chef d'état-major de l'armée de l'air, le général David Charles Jones. Ce ruban est décerné aux diplômés de la formation de base de l'armée de l'air et de l'armée de l'espace qui ont obtenu le titre de diplômé d'honneur et qui ont fait preuve d'excellence dans tous les domaines de la formation académique et militaire.
Un aviateur ou un gardien doit obtenir au moins 90 % pour son niveau d'aptitude physique lors du test d'aptitude physique final de l'Air Force Basic Military Training (AFBMT). Le test d'aptitude physique de l'AFBMT comporte trois parties : course de 1,5 mile - 2,4 km (60 %), nombre de redressements assis en une minute (20 %) et nombre de pompes en une minute (20 %). Si le stagiaire n'atteint pas un score d'au moins 90 %, l'aviateur ou le gardien n'est pas éligible, quels que soient ses résultats dans les autres domaines de la formation de base. En outre, l'aviateur ou le gardien doit obtenir une moyenne supérieure à 90 % à tous les examens écrits et ne jamais échouer à une inspection notée (les inspections notées sont effectuées de manière aléatoire après la semaine 3). L'aviateur ou le gardien ne doit jamais recevoir de note négative lors d'une évaluation écrite. Les règlements actuels limitent le nombre de candidats sélectionnés à un maximum de dix pour cent de l'escadron de fin d'études.
Le Basic Military Training Honor Graduate Ribbon n'est décerné qu'une seule fois et ne peut être remis rétroactivement. Les lauréats ont le droit de porter le Basic Training Honor Graduate Ribbon pour le reste de leur carrière au sein de l'US Air Force ou de l'US Space Force.

## U.S. Coast Guard
Le Coast Guard Basic Training Honor Graduate Ribbon (ruban d'honneur de la formation de base des gardes-côtes) a été créé le 3 mars 1984 et a été remis pour la première fois en avril de la même année à l'apprenti matelot Scott Woodard. Le  Basic Training Honor Graduate Ribbon est décerné au militaire qui arrive en tête de sa classe d'instruction de la formation de base.
Des remises rétroactives du  Basic Training Honor Graduate Ribbon peuvent être accordées sur demande du militaire aux gardes-côtes des États-Unis. Dans ce cas, la récompense sera décernée pour les diplômes de formation de base obtenus avant 1984, uniquement sur présentation de documents justificatifs et d'une demande écrite de la part du militaire.

## Source
- (en) Cet article est partiellement ou en totalité issu de l’article de Wikipédia en anglais intitulé « Basic Training Honor Graduate Ribbon » (voir la liste des auteurs).